# Splendor (brætspil)
Splendor er et brætspil for 2-4 spillere. Spillet er designet af Marc André og først udgivet i 2014 af Space Cowboy. Spillerne er købmænd i Renæssancen og køber ædelstensminer, transport og butikker. Spillet blev i 2014 nomineret til Spiel des Jahres.

## Spilforløb
Splendor er et ressourcestyringsspil, hvor to eller flere spillere konkurrerer om at få flest prestigepoint. I spillet indgår 40 ædelstensbrikker, 90 udviklingskort (miner, transport, butikker) og 10 adelsbrikker. I sin tur kan man indsamle ædelsten, købe og bygge et kort eller reservere et kort og tage en guldbrik.

## Hæder
- 2014 Golden Geek Best Board Game Artwork & Presentation - nomineret
- 2014 Golden Geek Best Family Board Game
- 2014 Golden Geek Board Game of the Year
- 2014 Spiel des Jahres - nomineret
- 2014 Tric Trac de Bronze